# Pulga (California)
Pulga es un área no incorporada ubicada en el condado de Butte en el estado estadounidense de California.

## Geografía
Pulga se encuentra ubicada en las coordenadas 39°48′11″N 121°26′55″O / 39.80306, -121.44861.